# Парис (Тексас)
Парис (енгл. Paris) град је у америчкој савезној држави Тексас. По попису становништва из 2010. у њему је живело 25.171 становника.

## Демографија
Према попису становништва из 2010. у граду је живело 25.171 становника, што је 727 (2,8%) становника мање него 2000. године.
| Група             | 2000.          | 2010.          |
| Белци             | 18.332 (70,8%) | 16.059 (63,8%) |
| Афроамериканци    | 5.766 (22,3%)  | 5.881 (23,4%)  |
| Азијати           | 172 (0,7%)     | 227 (0,9%)     |
| Хиспаноамериканци | 1.068 (4,1%)   | 2.068 (8,2%)   |
| Укупно            | 25.898         | 25.171         |